# Adipicola pelagica
Adipicola pelagica is een tweekleppigensoort uit de familie van de Mytilidae. De wetenschappelijke naam van de soort is voor het eerst geldig gepubliceerd in 1854 door Forbes in Woodward.